# Teuchern

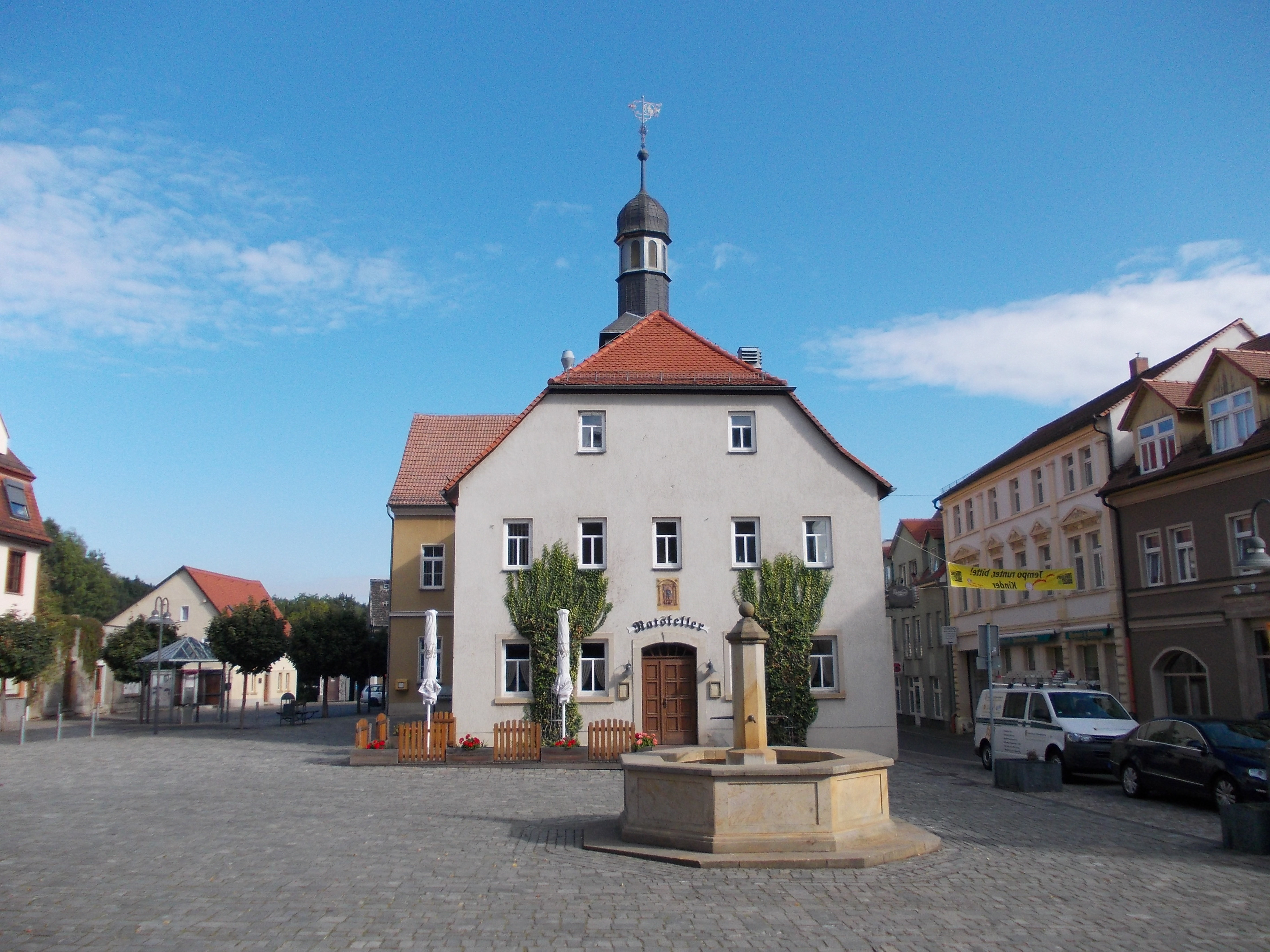
Markt mit Rathaus

Die Stadt Teuchern ist eine Einheitsgemeinde im Burgenlandkreis in Sachsen-Anhalt (Deutschland).

## Geografie
Die Stadt liegt zwischen Weißenfels und Zeitz, am Rande der Leipziger Tieflandsbucht.

### Nachbargemeinden
Teuchern grenzt an folgende Gemeinden (im Uhrzeigersinn, von Norden beginnend): Weißenfels, Lützen, Hohenmölsen, Zeitz, Kretzschau, Meineweh, Stößen, Mertendorf, Wethau und Schönburg.

### Stadtgliederung
Die Stadt Teuchern gliedert sich in die folgenden acht Ortschaften mit ihren Ortsteilen.
| Ortschaft                                                    | Einwohner 1 | Die Ortschaften von Teuchern (anklickbare Karte) |
| ------------------------------------------------------------ | ----------- | ------------------------------------------------ |
| Deuben (mit Naundorf und Wildschütz)                         | 983         | Die Ortschaften von Teuchern (anklickbare Karte) |
| Gröben (mit Runthal)                                         | 618         | Die Ortschaften von Teuchern (anklickbare Karte) |
| Gröbitz                                                      | 468         | Die Ortschaften von Teuchern (anklickbare Karte) |
| Krauschwitz (mit Kistritz, Reußen, Krössuln und Zaschendorf) | 508         | Die Ortschaften von Teuchern (anklickbare Karte) |
| Nessa (mit Ortsteilen 2)                                     | 888         | Die Ortschaften von Teuchern (anklickbare Karte) |
| Prittitz (mit Plennschütz und Plotha)                        | 966         | Die Ortschaften von Teuchern (anklickbare Karte) |
| Teuchern (mit Bonau, Lagnitz, Schelkau 3 und Schortau)       | 3.300       | Die Ortschaften von Teuchern (anklickbare Karte) |
| Trebnitz (mit Oberschwöditz und Trebnitz-Siedlung)           | 788         | Die Ortschaften von Teuchern (anklickbare Karte) |

## Geschichte

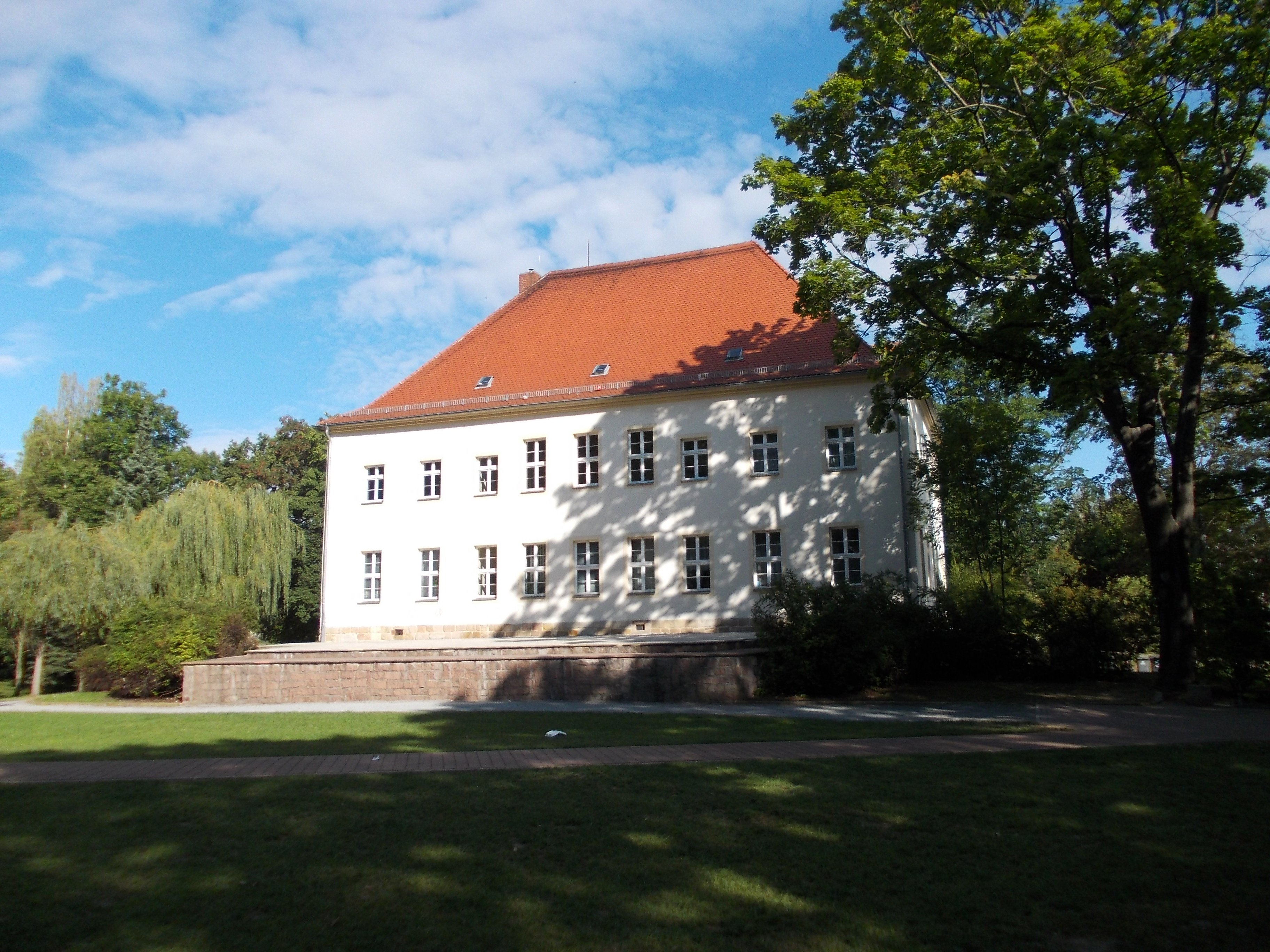
Rittergutsschloss Teuchern

### Allgemeine Geschichte
Die Gegend um Teuchern war schon vor über 5000 Jahren besiedelt, was zahlreiche Knochen- und Werkzeugfunde belegen.
Teuchern war Hauptort der seit dem 7. Jahrhundert nach und nach angesiedelten Sorben. Wie Tauchlitz, heute im Weißenfelser Stadtgebiet, oder Taucha bei Poserna bedeutet der Name auf altsorbisch feuchter, sumpfiger Ort. Davon leitet sich der Name des Kleinstammes der Tuchari ab, der sich nach der Ansiedlung um Teuchern und entlang der Rippach herausgebildet hatte und deren Hauptort Teuchern war. Es ist zu vermuten, dass die Tuchari auf Befehl karolingischer oder ottonischer Markgrafen oder des Königs selbst eine einfache Ringburg ähnlich Treben bei Dehlitz/Saale anlegten, ein Nachweis existiert jedoch nicht. Die erste urkundliche Erwähnung der Stadt stammt aus dem Jahre 976. Darin schenkt Kaiser Otto II. unter anderem die „in pago Ducharin nominato basilicam“ (die Basilika im Gau Teuchern) der Zeitzer Kirche. Allein die Tatsache, dass Teuchern eine Basilika, also eine feste Kirche besaß, zeigt die Bedeutung des Ortes zur damaligen Zeit. Verschenkt wurde aber nur die (Haupt-)Kirche, Ort und Höhenburg blieben kaiserliches Eigentum. Das wird durch eine Schenkungsurkunde König Heinrichs III. von 1042 bestätigt, wo das geschenkte Gut als im Burgward Teuchern gelegen beschrieben wird. Bald muss der König Teuchern aber weitergegeben haben. Um 1070 tauscht der Markgraf der Nordmark, Udo von Stade, seinen Besitz um Groitzsch und Profen, wozu auch Teuchern gehört, mit dem Grafen Wiprecht aus dem Belsemgau. Hierbei wird in der Pegauer Chronik ein Bethericus de castello Tuchin im Dienst von Wiprecht von Groitzsch erwähnt. Somit ist das Teucherner Ministerialengeschlecht seit 1070 nachgewiesen. Sie verwalteten Burg und Ort Teuchern. Den Kampf zwischen König Heinrich IV. und Gegenkönig Rudolf nutzt Wiprechts Rivale Ekbert von Braunschweig, Markgraf von Meißen, um Teuchern 1080 zu besetzen. Beim Gegenstoß des Königs nach der verlorenen Schlacht von Mölsen eroberte Wiprecht die Burg im Dezember 1080 zurück.
Im Zuge des Streits zwischen König Heinrich V. und dem sächsischen Adel unter Herzog Lothar (1125 Kg.) verschanzte sich 1112 der Pfalzgraf Friedrich IV. von Sachsen (Goseck) in der Burg und wurde vom König Heinrich V. belagert und gefangen genommen. Dabei wurde die Burg zerstört. Der König übergab sie dem Meißener Markgrafen Wiprecht von Groitzsch. Sie wurde bis zum Tod des Markgrafen 1124 vermutlich nicht wieder aufgebaut. Stattdessen nutzten die Herren von Teuchern von nun an den Edelhof, welcher sich etwa an der Stelle befunden haben muss, an dem sich das ehemalige Rittergut und heutige Ärztehaus befindet.
Dieses, sich nach dem Ort Teuchern benennendes ritterliches Geschlecht von Teuchern (Tuchern) ist vom 11. bis 16. Jahrhundert urkundlich nachgewiesen.
Da die Region noch dünn besiedelt war, holte man Siedler durch Vergünstigungen (vor allem Grundeigentum oder die übliche zehnjährige Grundzinsbefreiung) heran. In Teuchern entstand so die Kapitelsgemeinde, die aus fränkischen Siedlern bestand. Daneben bestand das alte Wendendorf weiterhin. Durch die Siedler wuchs der Ort Teuchern und damit auch seine Bedeutung. Der Markt bestand schon, als Bischof Udo von Naumburg dem Kloster Neuwerk bei Halle 1135 die Zollfreiheit in Teuchern gewährte.
1480 verlieh Herzog Albrecht von Sachsen dem Ort die Berechtigung, einen Pfingst- und einen Herbstmarkt, am Tage Simon Judaeus’ (28. Oktober), sowie Wochenmärkte stattfinden zu lassen. Damit wurde Teuchern zur Stadt.
Der von 1523 bis 1526 in Teuchern tätige Pfarrer Anton Zimmermann versuchte, als Anhänger der Lehre Martin Luthers die Reformation in Teuchern einzuführen. Dies scheiterte aber am sächsischen Herzog Georg dem Bärtigen, der ein erbitterter Gegner der Reformation war. Erst nach dem Tod des Herzogs 1539 wurden nun auch in Teuchern die Lutherischen Lehren gepredigt.
Im Jahre 1815 kam Teuchern, nach über 700-jähriger Herrschaft des Hauses Wettin, zu Preußen. Mit der Übernahme der preußischen Verwaltungsstrukturen im Jahr 1816 gehörte die Stadt dem neugegründeten Kreis Weißenfels (Regierungsbezirk Merseburg), dessen erster Landrat der Teucherner Rittergutsbesitzer August Heinrich Ferdinand von Funcke war, an. Obwohl sich die Einwohner anfangs als „Muss-Preußen“ sahen, gewöhnte man sich schnell an die neuen Herren. Unter Preußens Herrschaft begann die Industrialisierung der Region und mit dem Wachsen des Braunkohlebergbaus gewann auch Teuchern wieder an Bedeutung.
1919–1925 waren in Teuchern die Uhrgläserwerke Deutscher Uhrmacher eGmbH ansässig, damaliger Marktführer in Deutschland. Ein 50-Pfennig-Notgeldschein der Stadt Teuchern von 1921 zeigt die Werksanlagen des Unternehmens.
1945/1947 wurde Teuchern mit dem Landkreis Weißenfels Teil des neugeschaffenen Landes Sachsen-Anhalt, ab 1952 Teil des neuen Kreises Hohenmölsen im Bezirk Halle. Nach 1994 wieder beim sachsen-anhaltischen Landkreis Weißenfels, ist Teuchern seit 2007 Teil des neuen Burgenlandkreises.

### Eingemeindungen
Ursprünglich bestand Teuchern aus drei selbständigen Gemeinden, der Gassengemeinde Kleinteuchern, der Kapitelsgemeinde und der Gutsgemeinde. 1834 wurden aus der Gassen- und aus der Kapitelsgemeinde die Stadtgemeinde gebildet. Eingemeindet wurden:
- 30. September 1928 die Gutsgemeinde zusammen mit dem Vorwerk Lagnitz
- 20. Juli 1950 die Gemeinde Schortau[8]
- 1. Januar 2004 die Gemeinde Schelkau mit den Ortsteilen Bonau und Lagnitz[9]

Am 1. Januar 2011 entstand aus der Stadt Teuchern und den Gemeinden Deuben, Gröben, Gröbitz, Krauschwitz, Nessa, Prittitz und Trebnitz die Einheitsgemeinde Stadt Teuchern. Mit Bildung der neuen Stadt wurden die an der Neubildung beteiligte Stadt und die beteiligten Gemeinden aufgelöst, ebenso die Verwaltungsgemeinschaft Vier Berge-Teucherner Land, in der alle vereinigten Gemeinden organisiert waren.

### Einwohnerentwicklung
Entwicklung der Einwohnerzahl (ab 1995 31. Dezember):
- 1600: etwa 500
- 1650: etwa 150
- 1740: 300
- 1809: 663
- 1840: 1399
- 1852: 1857
- 1861: 2494
- 1885: 4644
- 1900: 5588
- 1939: 5867
- 1958: 6627
- 1965: 6018
- 1990: 39711
- 1995: 3768
- 2000: 3717
- 2001: 3675
- 2002: 3671
- 2003: 3574
- 2004: 36092
- 2007: 3482
- 2010: 88593
- 2011: 8728
- 2012: 8573
- 2017: 80953

1 – Datenquelle ab 1990: Statistisches Landesamt Sachsen-Anhalt/13. Oktober
2 – Datenquelle 2004: Teucherns Historia, Heft 2005/ Einwohner zum 31. Dezember 2004
3 – Datenquelle 2017: Statistisches Landesamt Sachsen-Anhalt zum 31. Dezember

## Religion

### Evangelisch-lutherische Kirche

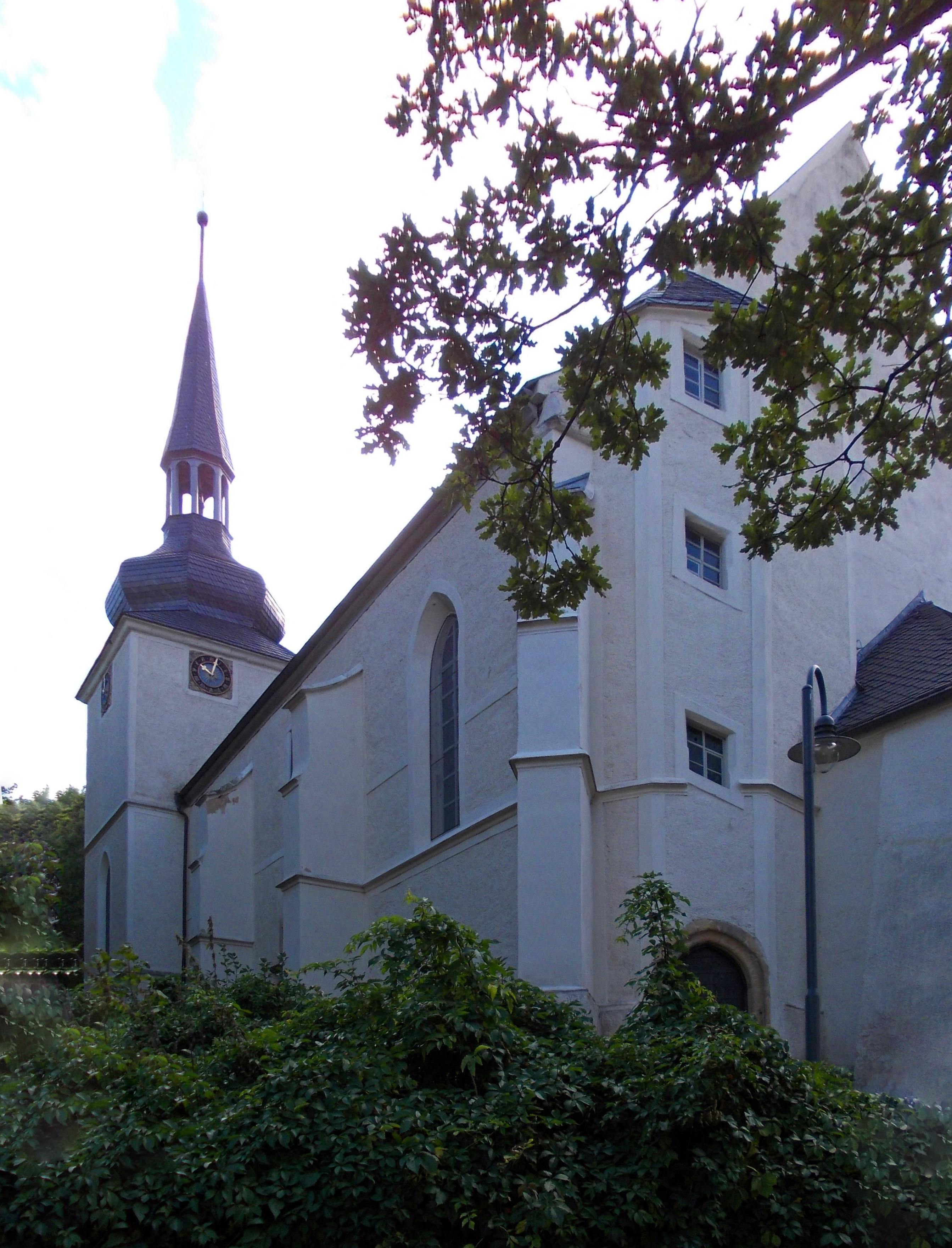
St.-Georg-Kirche

Die St.-Georg-Kirche auf dem Glockenberg, die von 1610 bis 1612 in ihrer jetzigen Form erbaut wurde, sowie die Kirchen in Deuben, Gröben, Kistritz, Krössuln, Naundorf, Schelkau, Trebnitz, Wildschütz und ihre Kirchengemeinden gehören zum Kirchenkreis Naumburg-Zeitz der Evangelischen Kirche in Mitteldeutschland. Die Kirchen der Ortschaften Gröbitz, Obernessa, Plennschütz, Prittitz, Unternessa und ihre Kirchengemeinden gehören dagegen zum Kirchenkreis Merseburg, der ebenfalls zur Evangelischen Kirche in Mitteldeutschland gehört.

### Römisch-katholische Kapelle
Nach dem Zweiten Weltkrieg kamen durch die Flucht und Vertreibung Deutscher aus Mittel- und Osteuropa wieder viele Katholiken in den Raum Teuchern, sie gehörten zunächst zur Pfarrei Weißenfels. Am 1. Dezember 1947 wurde Teuchern Sitz einer Kuratie, die zeitgleich mit der Kuratie im nahegelegenen Hohenmölsen errichtet worden war und zur Pfarrei Weißenfels gehörte. Der aus dem Erzbistum Breslau kommende Priester Ernst Bregulla wurde ihr erster Kuratus, der bereits seit März 1945 als Kaplan von Weißenfels aus die Seelsorge in Teuchern ausübte. Die katholischen Gottesdienste hielt Bregulla anfangs in einem Gasthof und zeitweise auch in der evangelischen Kirche. Seit Bregulla um 1990 in den Ruhestand trat, hat Teuchern keinen eigenen katholischen Seelsorger mehr.
1949 wurde in einem ehemaligen Pferdestall, der auch als Turnhalle und Kino genutzt worden war, eine katholische Kapelle eingerichtet, die am 3. April 1949 durch Propst Wilhelm Weskamm eingeweiht wurde. Ende 1992 sperrte die Bauaufsichtsbehörde die Kapelle, welche die Kuratie gemietet hatte, wegen Baufälligkeit. Zwei Straßen weiter, im Steinweg, erwarb die Kuratie ein Grundstück, auf dem nach dem Abriss des dort befindlichen Gebäudes im Februar 1993 die Grundsteinlegung für die heutige Kapelle erfolgte, die am 18. Juli 1993 durch Generalvikar Theodor Stolpe (1932–2016) eingeweiht wurde.
Am 28. November 2010 ging die Kuratie Teuchern, die zur Pfarrvikare Hohenmölsen gehörte, in der heutigen Pfarrei St. Elisabeth mit Sitz in Weißenfels auf.

## Politik

### Stadtrat
Der Stadtrat der Stadt Teuchern besteht in der Wahlperiode 2019–2024 aus 19 ehrenamtlichen Mitgliedern (Stadträten).
Die Wahl am 26. Mai 2019 brachte folgendes Ergebnis:
| Partei/Wählergruppe | Partei/Wählergruppe                                        | Stimmen (absolut) | Stimmen (Prozent) | Sitze | +/− |
| ------------------- | ---------------------------------------------------------- | ----------------- | ----------------- | ----- | --- |
|                     | Freie Wählergemeinschaft Teucherner Land (FWGTL)           | 32780             | 31,640            | 6     | + 1 |
|                     | Christlich Demokratische Union Deutschlands (CDU)          | 13830             | 13,350            | 3     | − 1 |
|                     | Alternative für Deutschland (AfD)                          | 13220             | 12,760            | 2     | + 2 |
|                     | Die Linke                                                  | 11110             | 10,720            | 2     | ± 0 |
|                     | Sozialdemokratische Partei Deutschlands (SPD)              | 875               | 8,45              | 2     | − 1 |
|                     | Bürger für Prittitz (BfP)                                  | 655               | 6,32              | 1     | + 1 |
|                     | Ländliches Bündnis                                         | 524               | 5,06              | 1     | ± 0 |
|                     | Heimatverein Wählergruppe Teuchern                         | 421               | 4,06              | 1     | ± 0 |
|                     | Bürger für Gröbitz (BfG)                                   | 285               | 2,75              | 1     | ± 0 |
|                     | Nationaldemokratische Partei Deutschlands (NPD)            | 210               | 2,03              | 0     | − 1 |
|                     | Heimatverein Zeitz-Weißenfelser Braunkohlenrevier (ZZ-WSF) | 191               | 1,84              | 0     | − 1 |
|                     | Einzelbewerber Klawitter                                   | 105               | 1,01              | 0     | − 1 |

### Wappen, Flagge und Dienstsiegel

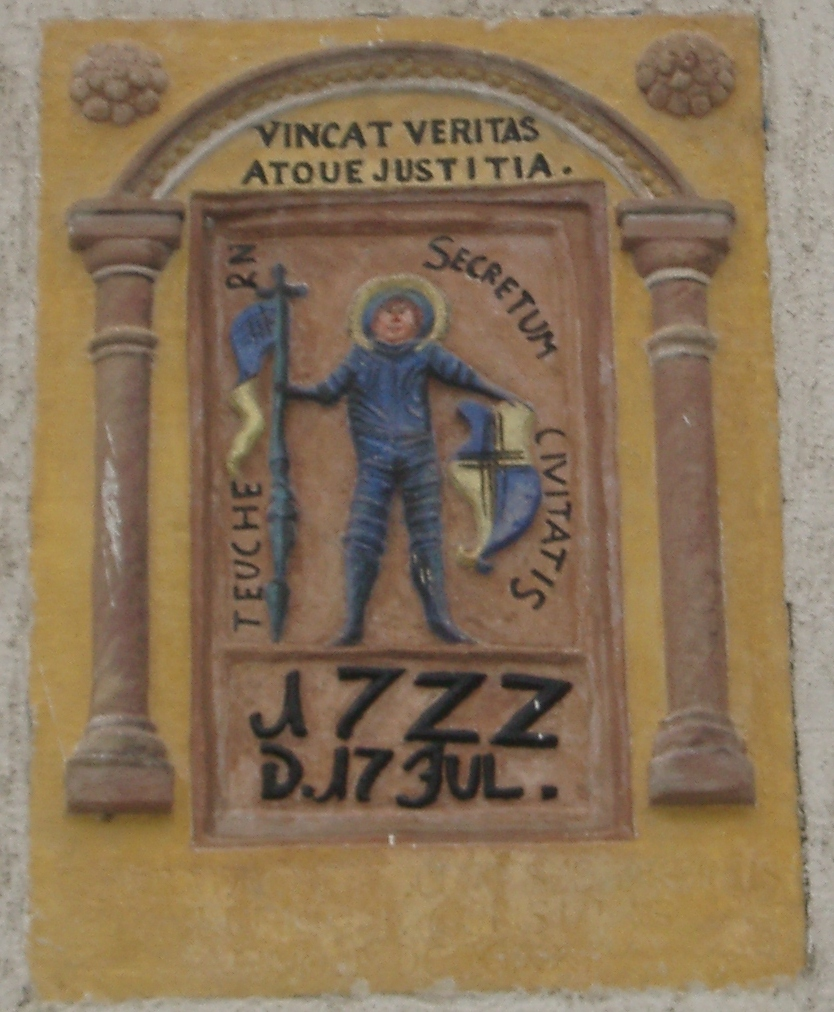
Relief am Rathaus:VINCAT VERITAS ATQUE IUSTITIA – Es möge Wahrheit und Gerechtigkeit siegen. TEUCHERN SECRETUM CIVITATIS – Das Siegel der Stadt. 1722, 17. Juli

Die neue Einheitsgemeinde Stadt Teuchern verfügt seit 27. September 2022 über ein amtlich genehmigtes Wappen.

#### Wappen und Siegel (2009–2022)
| Wappen der Gemeinde Teuchern (2009–2022) | Blasonierung: „In Silber in blauer Rüstung ein golden nimbierter barhäuptiger Ritter mit schwarzem Haar und fleischfarbenem Gesicht und Händen, in der rechten Hand eine gesenkte schwarze Kreuzlanze mit blauer Spitze und blau-goldenem Wimpel, in der linken Hand einen blau-goldenen gevierten und mit einem silbernen Kreuz belegten Tartschenschild haltend.“ |
| Wappen der Gemeinde Teuchern (2009–2022) | Wappenbegründung: Die Farben der Gemeinde sind Blau und Gelb. Die Entstehung dieses Wappens ist unbekannt. Auch die Deutung der Symbole ist nicht klar. Die Ritterfigur soll zum einen der heilige Wenzel sein. In einigen heraldischen Werken ist Teuchern unter den Städten aufgeführt, die „Wenzeslaus“ im Wappen führen. Zum anderen kann es sich aller Wahrscheinlichkeit nach um den heiligen Georg handeln, da dieser der Schutzpatron der hiesigen Stadtkirche ist. So soll er in älteren Siegeln zusammen mit dem Lindwurm den er erlegt dargestellt sein, aber diese Siegel sind nur in Beschreibung bekannt; die Siegel des 19. Jahrhunderts geben ebenfalls den Kirchenpatron wieder, jedoch ohne den Lindwurm. Die Farben des Wimpels als auch der gevierte Schild deuten die Zugehörigkeit zur Markgrafschaft Meißen an. Diese führte in Gold die blauen Landsberger Pfähle im Wappen. Seit 1140 stand der Ort unter markmeißnischer Herrschaft. Im Verband des kursächsischen Amtes Weißenfels kam Teuchern 1485 an die Albertiner und 1815 an Preußen. Das Wappen wurde am 1. Oktober 2009 durch den Burgenlandkreis genehmigt. |

#### Wappen, Flagge und Dienstsiegel (ab 2022)
| Stadtwappen der Einheitsgemeinde Teuchern (ab 2022) | Blasonierung: „Durch Wellenschnitt von Silber und Grün geteilt, oben rechts eine rote Henkelkanne mit Schnabel, links ein schräg gekreuztes schwarzes Bergmannsgezähe (Schlägel und Eisen), unten wachsend acht goldene Ähren mit Halmblättern.“ |
| Stadtwappen der Einheitsgemeinde Teuchern (ab 2022) | Wappenbegründung: Ein Krug als Symbol fürs die Geschichte des Töpferhandwerks in der Stadt. Dazu Hammer und Schlegel, die die Verbreitung des Bergbaus in der Region darstellen. Eine Wellenlinie steht für die Rippach. Und acht Ähren symbolisieren die acht landwirtschaftlich geprägten Ortschaften in der Gemeinde. Aus diesen Symbolen setzt sich das neue Wappen für die Einheitsgemeinde Teuchern zusammen. Mit Beginn des Jahres 2023 nutzt es die Stadt als Hoheitszeichen in Flaggen, Siegel und Briefbögen. Die neuen Insignien der Stadt wurden am 22. November 2022 mit Änderung der Hauptsatzung der Einheitsgemeinde Stadt Teuchern beschlossen. Die Farben der Gemeinde sind Grün und Weiß. Die Entwürfe der Insignien stammen vom Heraldiker Jörg Mantzsch. Sowohl quer- als auch längsgestreifte Stadtflagge sind 1:1 zweistreifig grün-weiß mit mittig aufgesetztem Stadtwappen. Das von der Stadt geführte Dienstsiegel enthält das Bild des Stadtwappens und unten die Umschrift „Stadt Teuchern“. Zur Unterscheidung enthalten die Dienstsiegel eine Nummerierung, die in der Umschrift oben angeordnet ist. |

### Städtepartnerschaften
Eine Partnerschaft besteht mit der Stadt Borken (Hessen) seit dem 10. Februar 1991. Seit 1996 unterhält die Verwaltungsgemeinschaft „Teucherner Land“ (inzwischen in der Stadt aufgegangen) eine Städtepartnerschaft mit der französischen Stadt Saint-Jean-Bonnefonds (Département Loire).

## Wirtschaft und Infrastruktur

### Verkehr
Die Stadt liegt an der Landstraße 190, zwischen den Bundesstraßen 91 und 180, unweit der A 9. In Teuchern zweigt die Bahnstrecke nach Naumburg und Nebra von der Bahnstrecke Weißenfels–Zeitz ab. Alle umliegenden Städte sind mit Buslinien erreichbar.

### Ansässige Unternehmen
Größtes Unternehmen ist die Osterland Landwirtschafts-GmbH Teuchern, welche 1991 aus den drei Landwirtschaftlichen Produktionsgenossenschaften der Städte Teuchern und Stößen hervorgegangen ist. Daneben ist die GESA Automation GmbH als weltweit tätiger Automatisierungsanlagenbauer im Ort ansässig. Ansonsten bestimmen kleinere Handwerksunternehmen und Einzelhändler den Teucherner Arbeitsmarkt.

## Kultur und Sehenswürdigkeiten

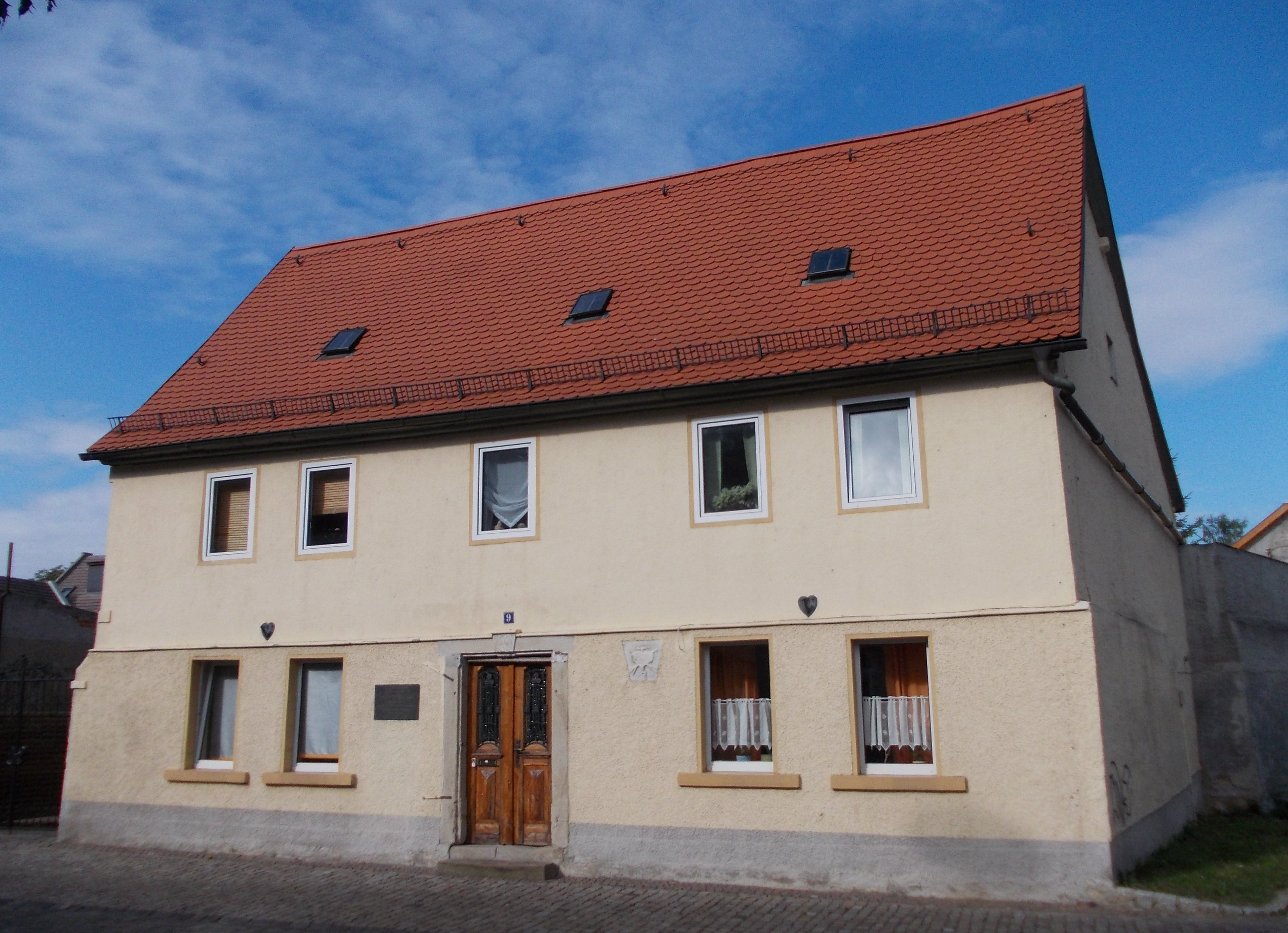
Geburtshaus Reinhard Keisers

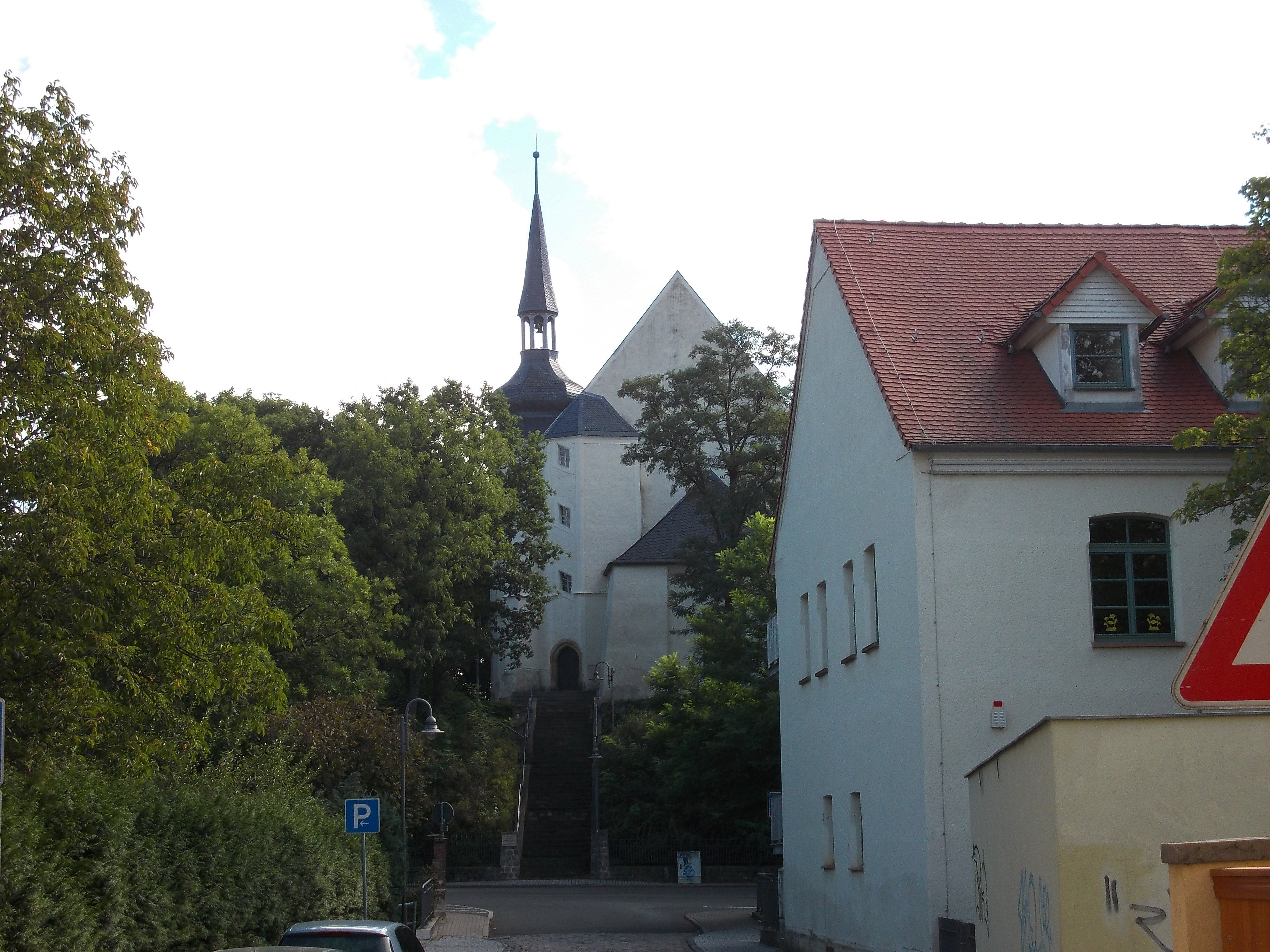
Stadtkirche St. Georg

### Museen
- Am Markt in Teuchern befindet sich im Geburtshaus des Opernkomponisten Reinhard Keisers eine Gedenkstätte. Neben Keiser werden dort auch die Komponisten Johann Christian Schieferdecker, der ebenfalls in Teuchern geboren wurde, Johann David Heinichen, geboren in Krössuln bei Teuchern, und Johann Friedrich Fasch gewürdigt.
- Im Ortsteil Bonau befindet sich ein Heimatmuseum.

### Gedenkstätten
- Gedenkstein für Friedrich Schiller mit Sterbedatum 9. Mai 1805 und den Jahreszahlen 1905, 1955 und 2005, Glockenberg.
- Gedenkstein mit Erinnerungstafel an den 18. Oktober 1813 zur Centennarfeier der Völkerschlacht 1913, Ecke Grüner Weg/Bahnstraße.
- Denkmal „Knieender Krieger“ für die Gefallenen des Weltkrieges 1914–1918, Treppenaufgang zur evang. Stadtkirche „St. Georg“.
- Gedenktafel für Ernst Thälmann, der am 23. April 1925 im damaligen Lokal «Grüner Baum» vor Teucherner Arbeitern sprach, Straße des Friedens 30.
- Gedenktafel zur Erinnerung an die im Februar 1919 erfolgte Gründung der Ortsgruppe der KPD, Straße des Friedens 30.
- Gedenktafel für „Christen, die in schwerer Zeit für ihren Glauben gelitten haben“. Erinnert wird an den Teucherner Pfarrer Bernhard Brinksmeier, der 1958 verhaftet wurde. Zitat aus Matth. 5.6. Außenfassade der evang. Stadtkirche „St. Georg“.

### Musik
Drei Chöre sorgen in Teuchern für die musikalische Unterhaltung. Neben dem Stadtchor treten auch der Seniorenchor und der Kirchenchor regelmäßig zu verschiedenen Veranstaltungen auf.

### Sport
Mit über 350 Mitgliedern ist der SV Teuchern 1910 e. V. der größte Verein in der Stadt. Mit den Abteilungen Bogenschießen, Fußball, Handball, Gymnastik, Karate, Kegeln, Tischtennis, Motocross, Kinderturnen, Unihockey und Volleyball bietet der Verein zahlreiche Sportmöglichkeiten.

### Regelmäßige Veranstaltungen
- Seit 1949 wird regelmäßig am letzten August-Wochenende das Teucherner „Parkfest“ durchgeführt.

## Sonstiges
- Teuchern wird im Volksmund „Duppdeichern“ genannt. (Vom sächsischen „Dupp“ = Topf abgeleitet; im alten Teuchern wurde Keramik hergestellt.)